# New Lucena

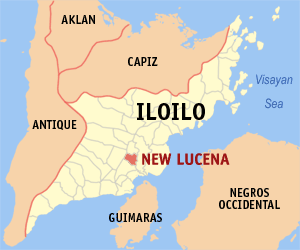
Bản đồ Iloilo với vị trí của New Lucena

New Lucena là một đô thị hạng 5 ở tỉnh Iloilo, Philippines. Theo điều tra dân số năm 2000 của Philipin, đô thị này có dân số 19.490 người trong 3.744 hộ.

## Các đơn vị hành chính
New Lucena được chia ra 21 barangay.
| - Baclayan - Badiang - Balabag - Bilidan - Bita-og Gaja - Bololacao - Burot - Cabilauan - Cabugao - Cagban - Calumbuyan | - Damires - Dawis - General Delgado - Guinobatan - Janipa-an Oeste - Jelicuon Este - Jelicuon Oeste - Pasil - Poblacion - Wari-wari |